# Alastair McCorquodale
Alastair McCorquodale (Reino Unido, 5 de diciembre de 1925-27 de febrero de 2009) fue un atleta británico, especialista en la prueba de 4 x 100 m en la que llegó a ser subcampeón olímpico en 1948.

## Carrera deportiva
En los JJ. OO. de Londres 1948 ganó la medalla de plata en los relevos 4 x 100 metros, con un tiempo de 41.3 segundos, llegando a meta tras Estados Unidos y por delante de Italia, siendo sus compañeros de equipo: John Gregory, Ken Jones y Jack Archer.